# Prison de Salisbury
Salisbury Prison
La prison de Salisbury est une prison de la guerre de Sécession située à l'emplacement de ce qui est de nos jours le Salisbury National Cemetery.

## Histoire
En mai 1861, la Caroline du Nord fait sécession de l'Union et la Confédération cherche un site dans le comté de Rowan pour une prison militaire. Une filature de coton abandonnée vieille de vingt ans, près de la ligne de chemin de fer, est choisie comme emplacement. Propriété de Salisbury Manufacturing, puis de Maxwell Chambers de 1848 jusqu'à sa mort en 1855, le moulin avait cessé ses activités vers 1860. Elle est vendue à la Confédération par le Davidson College. La structure est en brique et comporte trois étages, avec un grenier. Des cottages et une palissade sont ajoutés plus tard au complexe. Le nombre de prisonniers passe de 120 en décembre 1861 à 1 400 en mai 1862. Au début de la guerre de Sécession, les prisonniers sont bien soignés et autorisés à jouer au baseball. Ce fait est consigné dans un dessin du major Otto Boetticher, considéré comme l'une des premières œuvres d'art représentant ce jeu en cours de pratique. 
En octobre 1864, la prison compte 5 000 hommes, chiffre qui passe bientôt à 10 000. La ville de Salisbury, qui compte 2 000 habitants, est alors la quatrième plus grande ville de l'État. Les habitants se sentent menacés par le nombre élevé de prisonniers détenus et les maladies qui y sont associées. La prison étant surpeuplée, le taux de mortalité passe de 2 à 28 % en raison de la malnutrition, des mauvaises conditions sanitaires et des maladies. Les Confédérés utilisent des fosses communes pour enterrer les nombreux morts.
En raison des mauvaises conditions de détention et de la forte mortalité, les Confédérés transfèrent des milliers de prisonniers vers d'autres lieux en février 1865. Parmi eux, 3 729 sont conduits à pied jusqu'à Greensboro, puis emmenés par train jusqu'à Wilmington, en Caroline du Nord, et 1 420 sont transférés vers des installations à Richmond, en Virginie. Lorsque le général de l'Union George Stoneman arrive à Salisbury au printemps 1865, la prison a été vidée et sert de dépôt de ravitaillement. Stoneman ordonne l'incendie des bâtiments de la prison et la construction d'une clôture en bois autour des fosses communes. Parmi les bâtiments qui constituaient la prison, une maison sur Bank Street est toujours debout ; il s'agissait vraisemblablement d'un poste de garde. 
Des fouilles archéologiques ont lieu sur le site en 1983 et 2005. Des études complémentaires ont été réalisées grâce à de nouvelles technologies. Le 29 août 2017, l'archéologue Ari D. Lukas a annoncé que le géoradar avait localisé une ancienne caserne sur un terrain vague de Bank Street, qui faisait autrefois partie du complexe de la filature de coton et de la prison. Les fouilles de ce site ont eu lieu en novembre 2018.
Lors d'une présentation le 28 mars 2019, Timothy Roberts, enquêteur chez Cultural Resources Analysts, a présenté ses conclusions. La brique, le mortier et la pierre montraient que le portique de la caserne se trouvait probablement sur le terrain. Des matériaux de construction avaient été récupérés et probablement utilisés dans d'autres bâtiments après la guerre, selon Steve Cobb de la Historic Salisbury Foundation. Les objets découverts ne provenaient pas nécessairement de la prison. Il est possible que d'autres fouilles révèlent les limites du bâtiment.